# Afyonkarahisar
Afyonkarahisar este un oraș și district din Turcia.

## Personalități născute aici
- Nurgül Yeșilçay (n. 1976), actriță.